# 野戦情報探知装置 JGSQ-S2
野戦情報探知装置 JGSQ-S2（やせんじょうほうたんちそうち ジェイジーエスキューエスツー）は、陸上自衛隊の装備。中距離での視認できない地域の情報を連続して無人で収集する装置。野戦情報探知装置 JGSQ-S1の後継の装備。

## 諸元
- 識別：自動識別
- 伝送手段：有線・無線式

## 製作
- 沖電気